# کنگوی بلژیک
کنگوی بلژیک (فرانسوی: Congo Belge‎) مستعمره بلژیک در مرکز آفریقا میان سال‌های ۱۹۰۸ تا ۱۹۶۰ بود که اکنون با عنوان کشور جمهوری دموکراتیک کنگو شناخته می‌شود.
دوران کنترل نیروهای بلژیکی بر کنگو از اواخر قرن نوزدهم آغاز شد. لئوپولد دوم پادشاه بلژیک در سال ۱۸۸۵ دستور تشکیل ایالت آزاد کنگو را داد. خشونت فزاینده مقامات این ایالت علیه بومیان موجب شد تا بلژیک در سال ۱۹۰۸ کنترل کامل کنگو را به‌دست بگیرد و کنگوی بلژیک ایجاد شد.
در سال ۱۹۶۰ و در پی گسترش جنبش‌های استقلال‌طلبانه و ملی‌گرایانه در آفریقا، کنگو توانست استقلال خود را به‌دست‌آورد و پاتریس لومومبا ریاست دولت را برعهده گرفت. دخالت‌های بلژیکی‌ها در امور کشور تازه استقلال‌یافته و هرج و مرج داخلی کنگو باعث بروز جنگی پنج ساله شد که در تاریخ جنگ سرد به بحران کنگو شهرت دارد. این بحران با به قدرت رسیدن موبوتو سسه سوکو در کنگو پایان یافت.